# (26155) 1994 VL7
1994 في أل 7 (ويعرف أيضًا باسم (26155) 1994 في أل 7 وفق تسمية الكوكب الصغير) (بالإنجليزية: 1994 VL7)‏ هو كويكب ضمن حزام الكويكبات؛ وترتيبه 26155 من حيث الاكتشاف.
اكتُشف هذا الجُرم الفلكي بواسطة Satoru Otomo ‏ في 8 نوفمبر 1994.

## وصلات خارجية
- (26155) 1994 VL7 في قاعدة بيانات مختبر الدفع النفاث لأجرام النظام الشمسي الصغيرة

- الاكتشاف · مخطط المدار ·  العناصر المدارية · المعلمات المادية

- (26155) 1994 VL7 على موقع ويكي سكاي: DSS2, SDSS, GALEX, IRAS, Hydrogen α, X-Ray, Astrophoto, Sky Map, Articles and images